# Benito Salas Airport
Benito Salas Airport är  (IATA: NVA, ICAO: SKNV) en flygplats i Colombia. Den ligger i den centrala delen av landet, i staden Neiva i departamentet Huila. Benito Salas Airport ligger 446 meter över havet. Runt Benito Salas Airport är det ganska tätbefolkat, med 230 invånare per kvadratkilometer.